# DM-Killer
DM-Killer ist eine österreichische satirische Filmkomödie des Regisseurs Rolf Thiele aus dem Jahr 1964 mit Curd Jürgens, Walter Giller, Charles Regnier und Daliah Lavi in den Hauptrollen. Das Drehbuch verfasste der Regisseur zusammen mit Carl Merz und Herbert Reinecker. Es beruht auf dem Roman „Ehrlich fährt am längsten“ von Peter Norden. In der Bundesrepublik Deutschland kam der Streifen das erste Mal am 21. Januar 1965 in die Kinos.

## Handlung
Anstaltsseelsorger Behrendt bedauert, dass sich für drei seiner schwarzen Schafe, die zu den tüchtigsten Sängern seiner „Gemeinde“ gehören, bald die Gefängnistore öffnen werden. Kaum sind diese in Freiheit, gründen sie eine Firma. Die hat das Ziel, möglichst schnell an das große Geld zu kommen, auch wenn dabei die Grenzen der Legalität manchmal etwas überschritten werden. Widerspruchslos erkennen Charly und Kurt ihren Kumpel Ronny als Boss des Unternehmens an. Ehrfurchtsvoll nennen sie ihn immer den „Professor“. Für ihr Geschäftsmodell nutzen die drei die Vorliebe der Amerikaner für den deutschen Volkswagen aus. Weil das Fabrikat eine lange Lieferzeit hat, „besorgen“ sich die Geschäftspartner massenhaft fällige VW-Verträge und kassieren von ihren Kunden saftige Aufpreise. Es dauert nicht lange, und ihre Bankkonten schwellen an. Zur Repräsentation wird am Kurfürstendamm ein feudales Büro errichtet. Den Damen der von Charlys Mutter geleiteten Pension „Immertreu“, die ein „krisenfestes Gewerbe“ betreiben, werden luxuriöse Geschenke gemacht.
Der Chef der Firma eröffnet für seine Familie mehrere Konten in der Schweiz und legt sich dort auch gleich noch verschiedene Grundstücke zu. Charly holt seine Mutter aus dem zwielichtigen Etablissement heraus und gründet mit ihr eine Heiratsvermittlungsagentur. Nachdem Kurt seiner Lolita überdrüssig geworden ist, streckt er seine Fühler nach der Tochter des Konsuls Möbius aus. Mit viel Prunk wird Hochzeit gefeiert. Lolita erhält eine stattliche Abfindung.
Der Erfolg von Ronald Bruck und seinen Kumpanen ruft viele Neider auf den Plan. Auch dem VW-Konzern bleibt nicht verborgen, wie mit seinen Produkten umgegangen wird. Das nur fast legale Geschäftsgebaren der drei fliegt auf. Am Ende dürfen sie sich wieder in Gefängnispfarrer Behrendts Chor einreihen.

## Produktionsnotizen
Der Roman „Ehrlich fährt am längsten“ um drei Gauner war zu dieser Zeit, wie Produzent Karl Spiehs schrieb, in der Bundesrepublik ein ganz großes Thema, so dass er sich darum angenommen habe. Die Außenaufnahmen zu dem 1964 gedrehten Film entstanden in Berlin, Hamburg und Wien, die Innenaufnahmen im Filmatelier Sievering in Wien. Die Kostüme wurden von Maleen Pacha entworfen. Die Bauten stammen von Herta Hareiter und Wolf Witzemann. Leider sei, so Spiehs „das Ganze zu hoch gespielt“ worden, und der Film wurde ein Flop.
Nach einer Schätzung von InsideKino hatte der Film knapp 2,5 Millionen Zuschauer und lag damit auf Platz 19 der meistgesehenen Filme des Jahres 1965 in Deutschland.

## Kritik
„Rolf Thieles vorgebliche Kritik an den unmoralischen Maßstäben des öffentlichen Lebens kann auf unmoralische Andeutungen und Übertreibungen (etwa in der Gestalt eines Gefängnispfarrers) nicht verzichten und verdient es deshalb nicht, als Zeit- oder Gesellschaftskritik ernstgenommen zu werden. Wir raten vom Besuch ab.“

„Als Satire auf deutsche Wirtschaftswunder-Mentalität und bürgerliche Korruptheit gedacht, entwickelt sich Rolf Thieles Gaunerkomödie zu einer banalen Kabarett-Revue voller Klischees und platter Späße.“

## Quelle
- Programm zum Film: Illustrierter Film-Kurier, Vereinigte Verlagsgesellschaften Franke & Co. KG, München, Nr. 35

## Belege
1. ↑  Roman Schliesser: Die Supernase. Karl Spiehs und seine Filme, Verlag Carl Ueberreuter, Wien 2006, S. 80
2. ↑  InsideKino – Top 100 Deutschland 1965 in insidekino.de.
3. ↑  Kritik Nr. 42/1965, Evangelischer Presseverband München, S. 75
4. ↑  rororo-Taschenbuch Nr. 3174 (1988), S. 680